# Eddy Yusuf
Maksudi „Eddy“ Yusuf (* 3. April 1931 in Surabaya; † 15. März 2003 in Jakarta) war ein indonesischer Badmintonspieler.

## Karriere
Eddy Yusuf gehörte 1958 und 1961 dem indonesischen Thomas-Cup-Team an, welches in diesen Jahren diese Weltmeisterschaft für Männermannschaften zweimal gewann. Bei seiner ersten Teilnahme 1958 gewann er im Finale gegen Malaya sein Einzel gegen Abdullah Piruz knapp mit 6:15, 15:10 und 15:8. Im Finale 1961 gegen Thailand gewann er gegen Narong Bhornchima mit 18:14 und 15:7. Indonesien gewann am Ende beide Finalspiele mit 6:3.